# AVN
Adult Video News (также AVN или AVN Magazine) — американский журнал, посвящённый видеоиндустрии для взрослых. The New York Times отмечает, что AVN для порнофильмов — то же, что Billboard для музыки. AVN спонсирует ежегодную конвенцию Adult Entertainment Expo, или AEE, проводящуюся в Лас-Вегасе параллельно с кинонаградой для участников порноиндустрии AVN Awards по образцу «Оскара».
AVN оценивает фильмы для взрослых и отслеживает новости в отрасли. В одном номере может быть более 500 обзоров фильмов. Журнал содержит около 80% рекламы и ориентирован на ритейлеров видео для взрослых. Писатель Дэвид Фостер Уоллес называет статьи AVN больше рекламными роликами, чем статьями, но также описал журнал как «своего рода Variety порноиндустрии США».

## История
Пол Фишбейн, Ирв Слифкин и Барри Розенблатт основали AVN в 1983 году в Филадельфии. Слифкин ушёл в 1984 году, потеряв интерес к рецензированию фильмов для взрослых из-за перехода индустрии от плёнки к видеокассетам. Розенблатт и Фишбейн поссорились в 1987 году. В конце концов, Фишбейн перевёл журнал в долину Сан-Фернандо, где он и функционирует по сей день. В 2010 году Фишбейн продал компанию.
AVN часто цитируется по поводу различных деятелей порноиндустрии и её доходов. По оценкам AVN, доходы от продажи и проката видео для взрослых превысили четыре миллиарда долларов в 2000 и 2002 годах. Forbes назвал эту цифру «необоснованной и дико раздутой». Когда Forbes спросил AVN, как они пришли к такой цифре, управляющий редактор ответил: «Я не знаю точной методологии... Это круговая диаграмма». Когда его попросили разделить суммы продаж и проката, что является стандартной практикой среди тех, кто занимается видеоиндустрией, редактор не счёл эти данные доступными.  Adams Media Research отметил, что  никто не отслеживал видеобизнес для взрослых со строгостью и точностью и что самая оптимистичная оценка продаж и проката вместе взятых составила 1,8 миллиарда долларов. По оценкам AVN, доходы индустрии для взрослых в 2005 году составил $12,6 млрд, из которых $2,5 млрд приходятся на интернет. Однако ABC News сообщили, что эта цифра не поддаётся независимой проверке. По словам Майкла Гудмана из Yankee Group, трудно оценить отрасль, в которой мало компаний являются публичными и постоянно появляются новые провайдеры.

### Известные участники
- Эли Кросс (Марк Логан): бывший управляющий редактор[13]
- Энтони Ловетт: издатель и главный редактор (2005–2010)[14][15].

## AVN Europe
В октябре 2007 года AVN запустил первый общеевропейский англоязычный отраслевой журнал о порноиндустрии AVN Europe с редакцией в Будапеште. Около двух лет AVN Europe издавал ежемесячные выпуски с обзорами и новостями, а также подробные справочные статьи на такие темы, как историческое развитие, модели дистрибуции и женская эротика. К середине 2009 года, после смены редакции, издание несколько снизило амбиции, уделяя больше внимания фотографиям с выставок и другому лёгкому контенту. Вскоре журнал был закрыт. Последний выпуск вышел в июне 2009 года.

## Adult Entertainment Expo
AVN спонсирует ежегодную конвенцию AVN Adult Entertainment Expo (AEE), которая проводится каждый январь в Лас-Вегасе. Expo — крупнейшая выставка порноиндустрии в США.

## Премии

### AVN Adult Movie Awards
AVN также проводит церемонию вручения наград в области порноиндустрии, созданную по образцу Оскара. Награда вручается более чем в 100 категориях, а аудитория составляет более 3500 человек. Дэвид Фостер Уоллес скептически отметил, что AVN в 1997 году рассмотрел более 4000 новых релизов в каждой категории по сравнению с 375 фильмами, которые требуется рассмотреть Academy Awards для вручения Оскара. В 2008 году это количество выросло до 8000, и Пол Фишбейн комментирует, что это «очень долгий, ужасный процесс». The New York Times пишет, что «чёткие критерии для победы в AVN не являются, скажем, однозначными». Награды часто вручаются постоянным рекламодателям AVN.
Вайолет Блу, секс-писатель, описывает Awards как «большое мероприятие, где одни и те же компании и те же имена выигрывают год за годом... Думать о „порно-Оскарах“ как о настоящем представлении самого лучшего порно — это как заниматься сексом с куклой Дженны Джеймсон и рассказывать друзьям, что у вас был секс с порнозвездой». Даже Тайла Винн, лауреатка премии, с трудом вспоминала одну из сексуальных сцен, за которую была номинирована.

### GayVN Awards
AVN также спонсирует премию GayVN Awards, ежегодно вручаемую за работу, проделанную в индустрии гей-порнографии. Награды за гей-видео для взрослых были частью AVN awards с 1988 по 1998 год. В 1999 году AVN решил проводить GayVN Awards отдельно.

## AVN Online
AVN печатает издание, посвящённое онлайн-трендам взрослого бизнеса. В печати и в интернете AVN Online публикует статьи, посвящённые разнообразным событиям эдалта в интернете.